# Армянское восстание (850—855)
Армянское восстание (арм. Արմինիայի ապստամբություն) — возглавленное представителями рода Багратуни восстание в провинции Арминия в 850—855 годах. 
Военные столкновения произошли на всей территории Армянского нагорья. Восстание отличалось от антиарабских восстаний VIII века тем, что было более организованным и результативным. Всенациональное восстание заканчивается победой армян, в результате чего Армения получает полную автономию, а власть Арабского Халифата становится призрачной. После смерти Смбата Исповедника в 855 году его сын Ашот Багратуни, главный лидер восстания, был признан армянским князем. В 862 году он был провозглашен ишханом ишханов и впоследствии, в 885 году, он восстановил Армянское царство.

## Армения в составе арабского халифата
Арабские вторжения имели место в 642 — 650 годах. Арабы совершили набег на Армению, столетиями измученную войнами между Византией и Сасанидской Персией . Чтобы избежать дальнейших вторжений арабов, армянские правители того времени во главе с Теодоросом Рштуни подписали соглашение с халифатом, согласно которому Армения признала гегемонию халифата, а халифат обязался уважать суверенитет Армении. Армения, Грузия, Агванк и страна Чоха (Дербент) были объединены в одну административную единицу, эмират Арминия . Во время арабского периода Армения управлялась арабскими наместниками, а иногда и армянскими нахарарами, назначаемыми арабами. Их резиденцией был Двин. Амирство Армения или губернаторство Арминия (араб. إمارة أرمينيا‎) была полунезависимой административной единицей.
На смену Теодоросу Рштуни пришли Хамазасп и Григор Мамиконян, во время правления которых Армения жила созидательной жизнью. Армянский князь Ашот Багратуни (685—689) погиб в битве. Ему последовал Нерсех Камсаракан (689 — 693), потом Смбат Багратуни Бйюратан (693 — 726). В 695 году, вторгшись в Армению, арабские войска заставили Смбата Багратуни признать господство халифата. В годы полузависимости проводилась политика отстранения армянских нахараров из государственной и политической жизни. Армянские аристократы, не примирившись, боролись за восстановление суверенитета Армении и её традиционных прав.

Герб Багратуни

В 8 веке в Армении произошли антиарабские восстания, во главе которых стояли в основном представители династий Мамиконянов и Багратуни. В местных восстаниях 8-го века некоторые нахарары во главе с Мамиконянами полагались на помощь Византийской империи и рассчитывали освободить Армению при поддержке её войск. Между тем Багратуни стремились временно адаптироваться к сложившейся политической ситуации и ожидали подходящего момента для самостоятельного восстания против халифата и восстановления независимости Армении. Стратегия Багратуни оказались правильнее. Основная часть армянских правящих домов объединилась вокруг них, и Мамиконяны покинули политическую арену.
Армянский князь Ашот Багратуни (около 790 — 826), известной по прозвищам как «храбрый» «плотоядный», перенес княжеский престол из Коговитской крепости Даруйнк в город-крепость Аршаруни в провинции Багаран. Его брат Шапух занял пост спарапета (главнокомандующего). Ослабевший халифат был вынужден признать суверенитет Ашота Смелого и смириться с господством Багратуни в Армении и в Закавказье. После смерти Ашота Багратуни титул верховного правителя, или князя князей, унаследовал его старший сын Багарат II Багратуни (826 — 851), а титул спарапета — младший сын Смбата Багратуни Аблбас (852 — 855). В первой половине 9-го века сбор налогов в Армении производил армянский ишхан, и халифат от него получал ежегодную выплату дани.

## Укрепление армянских правящих домов
В начале IX века Арабский Халифат начал ослабевать и распадаться. Воспользовавшись этим, армянские правящие дома постепенно расширили свою власть в Арминии. Багратиды начали борьбу против арабских эмиров и овладели почти одной третью Арминии. Их домены включали Тарон, Аршаруник, Ширак, Ашоцк, Багреванд и Тайк. Армянский князь Ашот Мсакер Багратуни (790—826) построил город-крепость Багаран на берегу Ахуряна. На смену Ашоту Мсакеру пришел его сын Багарат, получивший должность ишхана армянских ишханов (826—851). Права последних были намного выше, чем у армянского князя. Фактически он стал заместителем начальника востиканов Арминии, даже пытался стать востиканом. Во время Багарата Багратуни Армения почти восстановила свою независимость .
Багратуни не только сосредоточили политическую власть в своих руках, но и взяли под контроль церковь. Его влияние распространялось даже на Верхнюю Месопотамию. Ветвь династии Багратуни обосновалась в Вирке и сотрудничала со своими армянскими соотечественниками. Помимо Багратуни выделялись Арцруни из Васпуракана, правящие династии Сюни и Арцахские династии. Они расширили свою территорию силой, неоднократно побеждая арабские эмираты.

## Ход восстания
В 847 году Мутавакильский халиф вступил на престол в Багдаде и начал проводить строгую политику в отношении своих подданных. Его целью было заполнить пустую сокровищницу халифата и восстановить его прежнюю власть. На уничтожение автономии Армении и восстановление зависимости Армении от халифата в 849 был отправлен остикан Абусет (араб. أبو سيد‎). Ему было предоставлено большое количество солдат для поддержки во время сбора налогов. Товма Арцруни писал, что остикан намеревался изгнать армянского ишхана ишханов Багарата и ишхана Васпуракана Ашота, которые вместе с армянским спарапетом Смбатом Багратуни были самыми влиятельными лидерами Армении.

Флаг Багратуниса

Баграт Багратуни, вопреки принятому приказу, не представился остикану, а отправил ему собранные налоги вместе с большими подарками. Арабскому остикану пришлось удовлетвориться этим и вернуться. Причина была в том, что нахарары южных гаваров Армении заключили военный союз друг с другом и стали очень опасными. Покидая страну, Абусет взял с собой жалобы местного мусульманского населения на армянских князей. Однако он предоставил арабским войскам двух командиров, приказав ишханам Тарона и Васпуракана собирать налоги. Под руководством Баграта Багратуни и васпураканского князя Ашота Арцруни объединённая армянская армия победила арабов. Арабы больше не могли быть спокойны. Армянские отряды также разгромили имперские войска, преследуя их до Багеша, места пребывания Мусы.
В 851 году сын Абусета Юсуф (араб. يوسف‎), войдя из Атропатены в Армению, подошёл к одной из самых важных крепостей династии Арцруни Адамакерта. Он совершил набег на Васпуракан, затем вызвал Баграта Багратуни, пообещав дать ему пост губернатора Армении. Однако Юсуф обманул и арестовал Багарата Багратуни в Хлате и отправил его в Багдад в цепях.

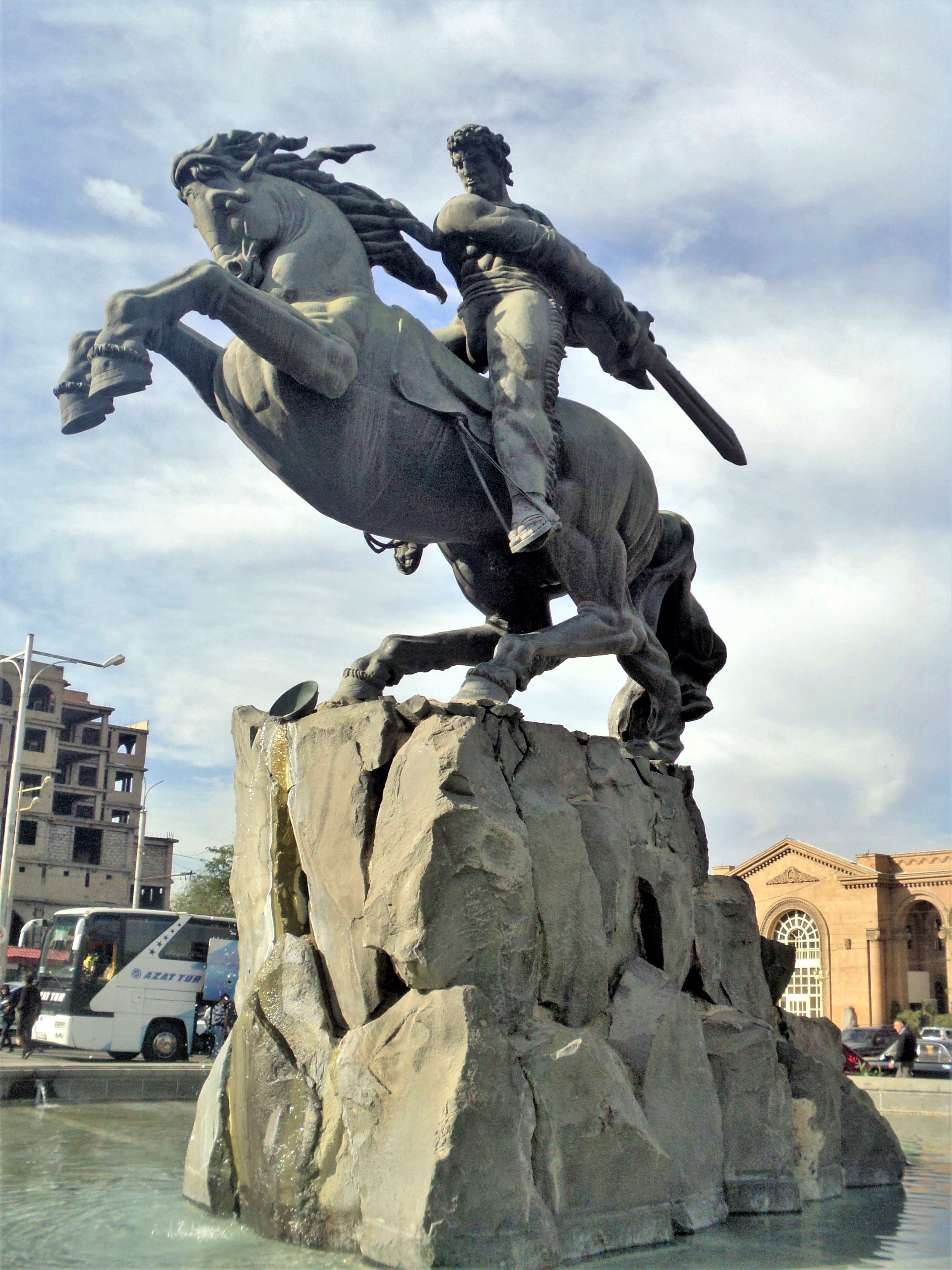
Давид Сасунский (статуя в Ереване)

В ответ на опустошения Юсуфа горцы из провинций Хут и Сасун во главе с братьями Ашотом и Давидом Багратуни (сыновья Баграта Багратуни) вместе с ополчением под руководством Овхана Хутеци напали на арабов и победили их в Муше. Юсуфа, укрывшегося в куполе городской церкви, убил молодой человек из Сасуна. Победа горцев была настолько славной и впечатляющей, что легла в основу армянского народного эпоса «Сасна црер» . Борьба за независимость против арабов распространилась на другие провинции Арминии, такие как Вирк, Агванк.
В 852 году по приказу халифа тюркский военачальник Буга вторгся в Тарон. Он арестовал глав вооставших, убил часть жителей и взял много пленников. Он сделал то же самое с восставшими ишханами Васпуракана. Но ишханы продолжали сопротивляться. Весной 853 года Буга уничтожил Сюник, затем Восточную Грузию. Однако он проиграл горцам. Та же участь постигла Буга в Арцахе, где защитники крепости Ктиш во главе с ишханом Исайей героически сражались против него в течение года.
В 855 году Буга был отозван. Он потерпел поражение в Васпуракане от князей Ашота и его брат Гургена, что вынудило халифа признать легитимность династии Арцруни.